# Marija Vodnjov
Marija Šimenko Vodnjov, slovenska zdravnica mikrobiologinja, * 8.oktober 1941

## Odlikovanja in nagrade
Leta 2000 je prejel častni znak svobode Republike Slovenije z naslednjo utemeljitvijo: »za dolgoletno nesebično in požrtvovalno zdravniško delo«.